# Herb powiatu biłgorajskiego
Herb powiatu biłgorajskiego – jeden z symboli powiatu biłgorajskiego, autorstwa Henryka Seroki, ustanowiony 27 czerwca 2000.

## Wygląd i symbolika
Herb przedstawia na tarczy w polu czerwonym trzy wręby srebrne, nad którymi takiż półniedźwiedź-półorzeł z koroną złotą na szyi. Jest to połączenie herbu Korczak, którym posługiwał się założyciel Biłgoraja - Adam Gorajski oraz symboliki ziemi przemyskiej (orzeł) oraz ziemi chełmskiej (niedźwiedź).